# 中國金融租賃

中國金融租賃集團有限公司（港交所：2312），前稱為金豐21投資控股有限公司。現時業務為上市股票、物業投資等。現時主要大股東及董事長為蔡國雄，是環球策略集團有限公司之創辦人兼董事長及新加坡環球聯盟之信託人。
其公司為2002年成立及香港交易所主板上市。另外，值得注意是龔耀輝曾任行政總裁的。

## 連結
- 中國金融租賃集團（页面存档备份，存于）